# هارلم (فیلم)
هارلم (ایتالیایی: Harlem) یک فیلم جنایی به کارگردانی کارمینه گالونه است که در سال ۱۹۴۳ منتشر شد.

## بازیگران
- ماسیمو جیروتی
- آمدئو ناتزاری
- ویوی جوی
- الیزا کگانی
- اسوالدو والنتی
- ارمینیو اسپالا
- انریکو گلوری
- جانی موزی
- انریکو ویاریزیو
- لوئیجی آلمیرانته
- گرتا گوندا
- جوزپه پورلی
- مینو دورو
- جووانی گراسو
- لوئیجی پاوزه
- گولیلمو سیناتس
- پریمو کارنرا